# Deldoul (Timimoun)
Deldoul (in caratteri arabi: دلدول) è una città dell'Algeria facente parte del distretto di Aougrout, nella provincia di Timimoun.